# Limnoria
Limnoria és un gènere de crustacis isòpodes, de la família Limnoriidae.

## Característiques
El seu cos és translúcid, blanquinós, aplanat dorsoventralment, molt allargat, però arrodonit en els extrems. Fan devers 3,5 mm de llarg i tenen tres parts: cap, tòrax i abdomen.
El cap té dos ulls composts, sèssils (inserits directament al cap) i, com tots els crustacis, dos parells d'antenes, un parell de mandíbules i dos parells de maxil·les. El primer segment toràcic és soldat al cèfalon, que porta un parell de maxil·lípedes.
Set segments toràcics romanen lliures, el primer molt allargat; cadascun té un parell de potes per a caminar, acabades en arpes, especialment desenvolupats en femelles. L'abdomen té sis segments, el darrer dels quals és soldat.
La respiració es fa a través de les brànquies formades pels apèndixs abdominals aplanats. Aquests apèndixs també causen, pels seus batecs, un corrent d'aigua que flueix fort a la part posterior de l'animal en la seva part inferior. El darrer parell (uròpodes) difereix significativament. El cos és estarrufat de molts pèls especialment en la seva meitat posterior.
S'alimenten de fusta, que devoren, fent galeries en troncs, fragments, vaixells i bigues.

## Espècies
- Limnoria algarum Menzies, 1957
- Limnoria andamanensis Rao & Ganapati, 1969
- Limnoria antarctica Pfeffer, 1887
- Limnoria bacescui Ortiz & Lalana, 1988
- Limnoria bituberculata Pillai, 1957
- Limnoria bombayensis Pillai, 1961
- Limnoria borealis Kussakin, 1963
- Limnoria carinata Menzies & Becker, 1957
- Limnoria carptora Cookson, 1997
- Limnoria chilensis Menzies, 1962
- Limnoria clarkae Kensley & Schotte, 1987
- Limnoria convexa Cookson, 1991
- Limnoria cristata Cookson & Cragg, 1991
- Limnoria echidna Cookson, 1991
- Limnoria emarginata Kussakin & Malyutina, 1989
- Limnoria foveolata Menzies, 1957
- Limnoria gibbera Cookson, 1991
- Limnoria glaucinosa Cookson, 1991
- Limnoria hicksi Schotte, 1989
- Limnoria indica Becker & Kampf, 1958
- Limnoria insulae Menzies, 1957
- Limnoria japonica Richardson, 1909
- Limnoria kautensis Cookson & Cragg, 1988
- Limnoria lignorum Rathke, 1799, ase
- Limnoria loricata Cookson, 1991
- Limnoria magadanensis Jesakova, 1961
- Limnoria mazzellae Cookson & Lorenti, 2001
- Limnoria multipunctata Menzies, 1957
- Limnoria nonsegnis Menzies, 1957
- Limnoria orbellum Cookson, 1991
- Limnoria pfefferi Stebbing, 1904
- Limnoria platycauda Menzies, 1957
- Limnoria poorei Cookson, 1991
- Limnoria quadripunctata Holthuis, 1949
- Limnoria raruslima Cookson, 1991
- Limnoria reniculus Schotte, 1989
- Limnoria rugosissima Menzies, 1957
- Limnoria saseboensis Menzies, 1957
- Limnoria segnis Chilton, 1883
- Limnoria segnoides Menzies, 1957
- Limnoria sellifera Cookson et al., 2012[3]
- Limnoria septima Barnard, 1936
- Limnoria sexcarinata Kuhne, 1975
- Limnoria simulata Menzies, 1957
- Limnoria stephenseni Menzies, 1957
- Limnoria sublittorale Menzies, 1957
- Limnoria torquisa Cookson, 1991
- Limnoria tripunctata Menzies, 1951
- Limnoria tuberculata Sowinsky, 1884
- Limnoria turae Castelló, 2011
- Limnoria uncapedis Cookson, 1991
- Limnoria unicornis Menzies, 1957
- Limnoria zinovae (Kussakin, 1963)